# Mayo-Tsanaga
Mayo-Tsanaga ist ein Département der Region Extrême-Nord in Kamerun. Auf einer Fläche von 4393 km² leben nach der Volkszählung 2005 699.971 Einwohner. Die Hauptstadt ist Mokolo.

## Gemeinden
- Bourrha
- Hina
- Koza
- Mogodé
- Mokolo
- Mozogo
- Souledé-roua